# Challenger Tucumán 2025
Il Challenger Tucumán 2025 è stato un torneo maschile di tennis professionistico. È stata la 2ª edizione del torneo, facente parte della categoria Challenger 50 nell'ambito dell'ATP Challenger Tour 2025, con un montepremi di 60 000 $. Si è giocato dal 21 al 27 aprile 2025 sui campi in terra rossa del Tucumán Lawn Tennis Club di San Miguel de Tucumán, in Argentina.

## Partecipanti

### Teste di serie
| Nazionalità | Giocatore                  | Ranking* | Testa di serie |
| ----------- | -------------------------- | -------- | -------------- |
| Argentina   | Andrea Collarini           | 193      | 1              |
| Ecuador     | Álvaro Guillén Meza        | 211      | 2              |
| Bolivia     | Murkel Dellien             | 221      | 3              |
| Argentina   | Santiago Rodríguez Taverna | 265      | 4              |
| Argentina   | Juan Bautista Torres       | 269      | 5              |
| Argentina   | Lautaro Midón              | 309      | 6              |
| Uruguay     | Franco Roncadelli          | 345      | 7              |
| Argentina   | Renzo Olivo                | 346      | 8              |

* Ranking al 14 aprile 2025.

### Altri partecipanti
I seguenti giocatori hanno ricevuto una wild card per il tabellone principale:
- Facundo Bagnis
- Juan Manuel La Serna
- Máximo Zeitune

I seguenti giocatori sono passati dalle qualificazioni:
- Fermín Tenti
- Conner Huertas del Pino
- Ignacio Monzón
- Igor Gimenez
- Nicolas Zanellato
- Mateo Barreiros Reyes

## Punti e montepremi
| Torneo    | Torneo              | V     | F     | SF    | QF    | 2T  | 1T  | Q | Q2  | Q1  |
| Singolare | Punti               | 50    | 25    | 14    | 8     | 4   | 0   | 3 | 1   | 0   |
| Singolare | Premi in denaro ($) | 5,500 | 3,260 | 1,900 | 1,120 | 660 | 395 | – | 215 | 125 |
| Doppio    | Punti               | 50    | 25    | 14    | 8     | –   | 0   | – | –   | –   |
| Doppio    | Premi in denaro ($) | 2,130 | 1,250 | 745   | 435   | –   | 245 | – | –   | –   |

## Campioni

### Singolare
Alex Barrena ha sconfitto in finale  Santiago Rodríguez Taverna con il punteggio di 7–5, 6–2.

### Doppio
Conner Huertas del Pino /  Federico Zeballos hanno sconfitto in finale  Luciano Emanuel Ambrogi /  Máximo Zeitune con il punteggio di 1–6, 6–2, [10–8].